# La Ferrière (Plémet)
La Ferrière è una località abitata di 469 abitanti del comune francese di Plémet (chiamato Les Moulins fino al 31 dicembre 2017), situato nel dipartimento delle Côtes-d'Armor nella regione della Bretagna. Già comune autonomo, il 1º gennaio 2016 è stato accorpato all'altro comune soppresso di Plémet per costituire il nuovo comune di Les Moulins, che poi ha nuovamente assunto il nome di Plèmet.

## Società

### Evoluzione demografica
Abitanti censiti